# Guggenheim Hermitage Museum
El Museo Guggenheim Hermitage fue un museo en El Venetian, uno de los hoteles más grandes del mundo situado en el Strip de Las Vegas, Nevada. Fue diseñado por el estudio OMA, liderado por Rem Koolhaas en el año 2000, inaugurado en octubre del 2001 y clausurado en 2008, durante su vida albergó más de tres colecciones. 
El Guggenheim Hermitage, una sala de exposiciones conocido como el «Joyero» (Jewel Box), es una colaboración entre Fundación Solomon R. Guggenheim de Nueva York y el Museo del Hermitage en San Petersburgo, Rusia, uno de los museos más respetados por la comunidad internacional del arte.
Con un área de poco más de 700 m² y una escala más humana, esta galería se inserta en la parte frontal del Hotel Venetian, de forma adyacente a la fachada, entre la entrada de servicio y el vestíbulo; penetra en el espacio del hotel como una especie de apéndice que se prolonga hasta presentarse al exterior como parte de la fachada «pseudo-veneciana». El museo tiene accesos desde el exterior y del interior del hotel. La opción del acero corten como material de construcción, formando un solo muro en el exterior y otro en el interior, define su estética sobria y minimalista y le ayuda a despegarse de la abrumadora gama de colores de los acabados, las formas y los colores del Venetian.